# Cotorra de cap rosat
La cotorra de cap rosat (Psittacula roseata) és una espècie d'ocell de la família dels psitàcids que habita boscos i terres de conreu de l'est de l'Índia, sud de la Xina, Myanmar i Indoxina.